# Aartsbisdom Milwaukee
Het aartsbisdom Milwaukee (Latijn: Archidioecesis Milvauchiensis) is een rooms-katholiek aartsbisdom met als zetel Milwaukee, in de Amerikaanse staat Wisconsin. De aartsbisschop van Milwaukee is metropoliet van de kerkprovincie Milwaukee, waartoe ook de volgende suffragane bisdommen behoren:
- Green Bay
- La Crosse
- Madison
- Superior

## Geschiedenis
Het aartsbisdom werd opgericht op 28 november 1843, als het bisdom Milwaukee, uit delen van het bisdom Detroit, en was suffragaan aan het aartsbisdom Baltimore. Op 19 juli 1850 veranderde het van kerkprovincie en werd suffragaan aan het aartsbisdom Saint Louis. Op 12 februari 1875 werd het verheven tot metropolitaan aartsbisdom. 
Het aartsbisdom verloor meermaals gebied bij de oprichting van de bisdommen Saint Paul (1850), Green Bay (1868), La Crosse (1868) en Madison (1945).

## Parochies
Het aartsbisdom had in 2021 een oppervlakte van 12.323 km2 en telde 2.351.501 inwoners waarvan 23,3% rooms-katholiek was.

## Aartsbisschoppen
- John Martin Henni (bisschop: 28 november 1843, aartsbisschop: 12 februari 1875 - 7 september 1881)
- Michael Heiss (7 september 1881 - 26 maart 1890; coadjutor sinds 9 april 1880)
- Frederick Francis Xavier Katzer (30 januari 1891 - 20 juli 1903)
- Sebastian Gebhard Messmer (28 november 1903 - 4 augustus 1930)
  - Joseph Maria Koudelka (hulpbisschop: 4 september 1911 - 6 augustus 1913)
  - Edward Kozlowski (hulpbisschop: 12 november 1913 - 6 augustus 1915)
- Samuel Alphonsus Stritch (26 augustus 1930 - 27 december 1939; kardinaal in 1946)
- Moses Elias Kiley (1 januari 1940 - 15 april 1953)
  - Roman Richard Atkielski (hulpbisschop: 2 augustus 1947 - 30 juni 1969)
- Albert Gregory Meyer (21 juli 1953 - 19 september 1958; kardinaal in 1959)
- William Edward Cousins (18 december 1958 - 17 september 1977)
  - Leo Joseph Brust (hulpbisschop: 22 augustus 1969 - 16 april 1991)
- Rembert George Samuel Weakland (20 september 1977 - 24 mei 2002)
  - Richard John Sklba (hulpbisschop: 6 november 1979 - 18 oktober 2010)
- Timothy Michael Dolan (25 juni 2002 - 23 februari 2009; kardinaal in 2012)
  - William Patrick Callahan (hulpbisschop: 30 oktober 2007 - 11 juni 2010)
- Jerome Edward Listecki (14 november 2009 - 4 november 2024)
  - Donald Joseph Hying (hulpbisschop: 26 mei 2011 - 24 november 2014)
  - Jeffrey Robert Haines (hulpbisschop: 25 januari 2017 - heden)
  - James Thomas Schuerman (hulpbisschop: 25 januari 2017 - heden)
- Jeffrey Scott Grob (4 november 2024 - heden)

## Galerij van afbeeldingen

Wapen van het aartsbisdom
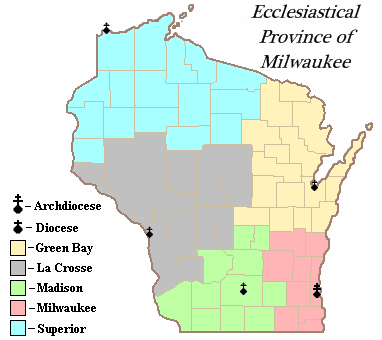
Kerkprovincie met aartsbisdom en suffragane bisdommen
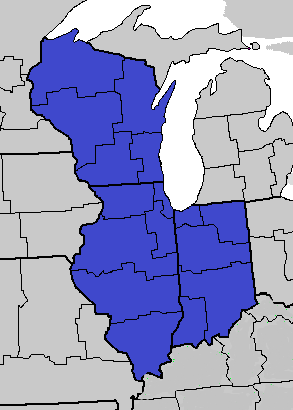
Regio VII van de Amerikaanse bisschoppenconferentie
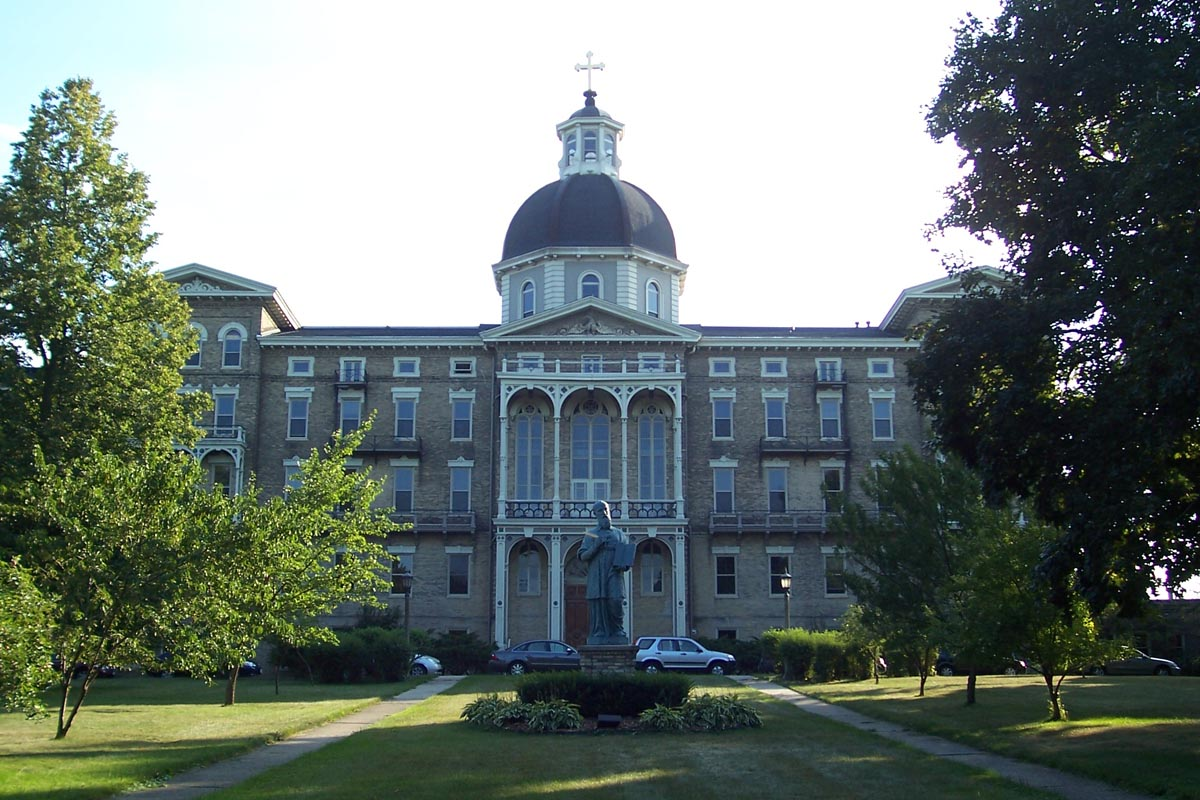
Saint Francis Seminary
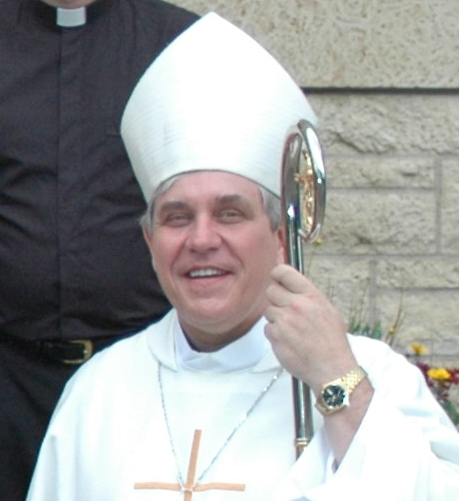
Aartsbisschop Jerome Edward Listecki (2009-2024)
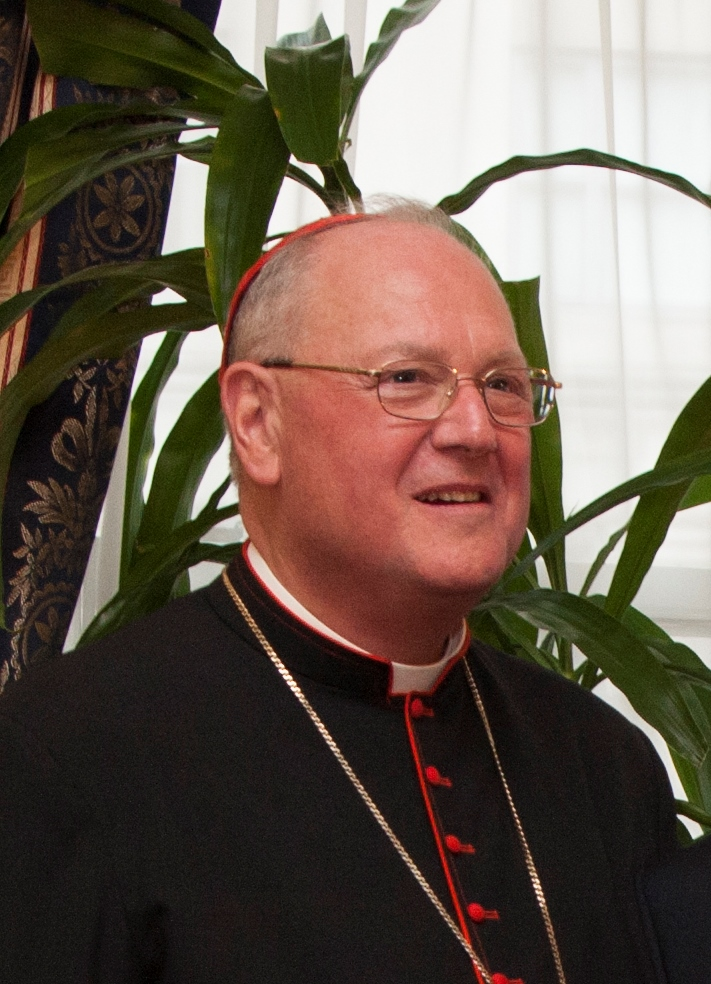
Aartsbisschop Timothy Michael Dolan (2002-2009), kardinaal in 2012
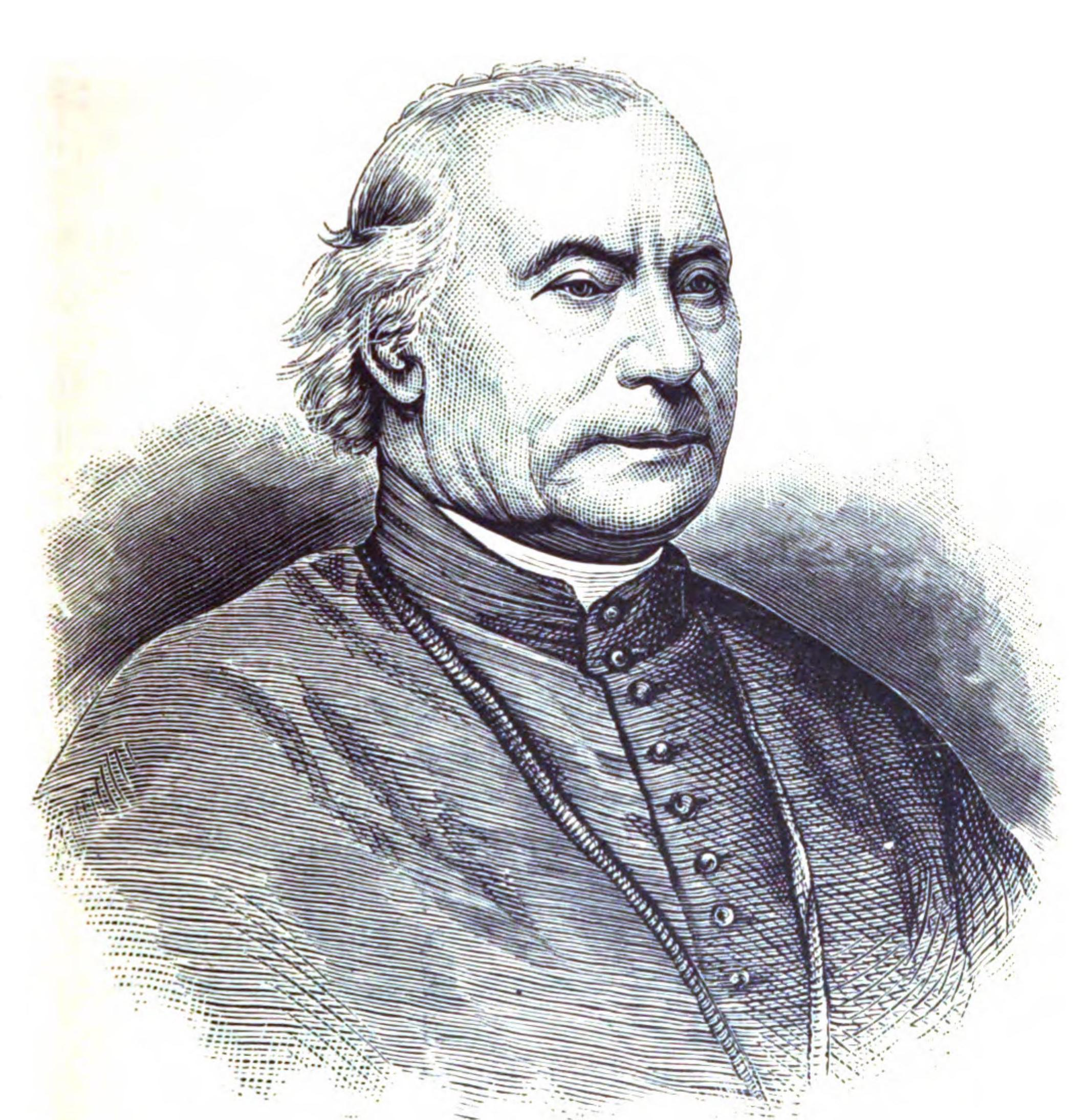
Aartsbisschop John Martin Henni (1843-1881), de eerste bisschop en aartsbisschop

Milwaukee (aartsbisdom) · Green Bay · La Crosse · Madison · Superior